# Mitt Romney
Willard Mitt Romney (Detroit, Míchigan; 12 de marzo de 1947) es un político, abogado y empresario estadounidense que ejerció como senador de los Estados Unidos por Utah de enero de 2019 a enero de 2025, sucediendo a Orrin Hatch. Se desempeñó como el 70.° gobernador de Massachusetts de 2003 a 2007 y fue el candidato del Partido Republicano para presidente de los Estados Unidos en las elecciones de 2012, perdiendo ante el entonces presidente, Barack Obama.
Hijo de George W. Romney y Lenore Romney, Mitt fue criado en Bloomfield Hills (Míchigan) y después sirvió como misionero de La Iglesia de Jesucristo de los Santos de los Últimos Días en Francia. Tenía 22 años cuando se casó con Ann Davies en 1969 y tuvieron cinco hijos. Activo en la Iglesia de Jesucristo de los Santos de los Últimos Días (SUD) a lo largo de su vida adulta, Romney se desempeñó como obispo de su barrio y luego como presidente de estaca de un área que abarca Boston y muchos de sus suburbios. Para 1971, había participado en las campañas políticas de sus padres. En 1971, Romney se graduó con una licenciatura en inglés de Universidad Brigham Young y en 1975 recibió un título de Derecho Harvard Law School y de Negocios Harvard Business School. Se convirtió en consultor de gestión y en 1977 se incorporó a Bain & Company en Boston. Como director ejecutivo (CEO) de Bain, ayudó a sacar a la empresa de una crisis financiera. En 1984, cofundó y dirigió la compañía derivada Bain Capital
Después de dejar Bain Capital y su papel de liderazgo local en la Iglesia SUD, Romney fue el candidato republicano en las elecciones al Senado de los Estados Unidos de 1994 en Massachusetts. Después de perder ante el titular de cinco mandatos, Ted Kennedy, reanudó su puesto en Bain Capital. Años más tarde, una temporada exitosa como presidente y director ejecutivo del Comité Organizador de Salt Lake para los Juegos Olímpicos de Invierno 2002, que entonces estaba en apuros, condujo a un relanzamiento de su carrera política. Elegido gobernador de Massachusetts en 2002, Romney ayudó a desarrollar y luego firmó una ley de reforma del cuidado de la salud (comúnmente llamada "Romneycare") que brindaba acceso casi universal al seguro de salud a través de subsidios a nivel estatal y autorizaciones individuales para contratar seguros. También presidió la eliminación de un déficit proyectado de $1200 a 1500 millones a través de una combinación de recortes de gastos, aumento de tarifas y cierre de brechas en los impuestos corporativos. No buscó la reelección en 2006, concentrándose en su campaña por la nominación republicana en las elecciones presidenciales estadounidenses de 2008. Aunque ganó varias elecciones primarias, Romney finalmente perdió la nominación ante el senador John McCain. El considerable patrimonio neto de Romney, estimado en 2012 entre 190 y 250 millones de dólares, ayudó a financiar sus campañas políticas antes de 2012, cuando nuevamente se postuló y ganó la nominación presidencial republicana, convirtiéndose en el primer mormón en ser el candidato de un partido importante en Estados Unidos. Perdió las elecciones ante Barack Obama, siendo derrotado en el Colegio Electoral por un margen de 206–332 y en el voto popular por 47%–51%, casi cinco millones de votos.
Después de restablecer su residencia en Utah, Romney anunció su campaña para el escaño en el Senado de los Estados Unidos que ocupaba el saliente Orrin Hatch, en las elecciones de 2018; derrotó al representante estatal Mike Kennedy en las primarias republicanas y a la candidata demócrata Jenny Wilson en las elecciones generales. Al hacerlo, se convirtió en la tercera persona en ser elegida gobernador de un estado y senador de los Estados Unidos por otro estado (los otros son Sam Houston y William Bibb).

## Primeros años y educación

### Patrimonio y juventud
Willard Mitt Romney nació el 12 de marzo de 1947 en el Hospital de la Universidad de Harper en Detroit, Michigan, uno de los cuatro hijos del ejecutivo de automóviles George W. Romney y la ex actriz y ama de casa Lenore Romney (de soltera LaFount). Su madre era nativa de Logan, Utah, y su padre nació de padres estadounidenses en una colonia mormona en Chihuahua, México. De ascendencia principalmente inglesa, también tiene ascendencia escocesa y alemana. Miembro de quinta generación de la Iglesia SUD, es bisnieto de Miles Park Romney y tataranieto de Miles Romney, quien se convirtió al mormonismo en su primera década. Otro tatarabuelo, Parley P. Pratt , ayudó a dirigir la iglesia primitiva.
Romney tiene tres hermanos mayores: Margo, Jane y Scott. Mitt era el más joven por casi seis años. Sus padres le pusieron el nombre de un amigo de la familia, el empresario J. Willard Marriott, y el primo de su padre, Milton "Mitt" Romney, ex mariscal de campo de los Chicago Bears. Romney fue llamado "Billy" hasta el jardín de infantes, cuando expresó su preferencia por "Mitt". En 1953, la familia se mudó de Detroit al próspero suburbio de Bloomfield Hills y su padre fue nombrado presidente y director ejecutivo de American Motors al año siguiente y ayudó a la empresa a evitar la bancarrota y volver a ser rentable. Para 1959, su padre se había convertido en una figura conocida a nivel nacional en prensa y televisión, y Mitt lo idolatraba.
Romney asistió a escuelas primarias públicas hasta el séptimo grado, cuando se matriculó como uno de los pocos estudiantes mormones en la Escuela Cranbrook, una escuela preparatoria privada de lujo para niños a unas pocas millas de su casa. Muchos estudiantes procedían de entornos incluso más privilegiados que el suyo. No particularmente atlético, tampoco se distinguió académicamente. Participó en la exitosa campaña para gobernador de Míchigan de su padre en 1962, y más tarde trabajó como pasante en la oficina del gobernador. Romney se instaló en Cranbrook cuando su padre recién elegido comenzó a pasar la mayor parte de su tiempo en el capitolio estatal.
En Cranbrook, Romney ayudó a administrar el equipo de hockey sobre hielo y se unió al equipo de animación. Durante su último año, se unió al equipo de carreras a campo traviesa. Pertenecía a 11 organizaciones escolares y clubes escolares , incluido el Blue Key Club, un grupo de apoyo que había iniciado. Durante su último año allí, su expediente académico mejoró pero no alcanzó la excelencia. Romney estuvo involucrado en varias bromas mientras asistía a Cranbrook. Desde entonces, se ha disculpado por ellos, afirmando que algunos de ellas pueden haber ido demasiado lejos. En marzo de su último año, comenzó a salir con Ann Davies; asistió a la escuela privada Kingswood, la escuela hermana de Cranbrook. Los dos se comprometieron informalmente cuando él se graduó de la escuela secundaria en junio de 1965.

### Colegio, misión en Francia, matrimonio e hijos
Romney asistió a la Universidad de Stanford durante el año académico 1965–66. No era parte de la contracultura de la década de 1960 que se estaba formando en el Área de la Bahía de San Francisco. A medida que crecía la oposición a la participación de Estados Unidos en la Guerra de Vietnam , un grupo organizó una sentada en mayo de 1966 en el edificio de la administración de Stanford para manifestarse en contra de las pruebas de estado del servicio militar obligatorio; Romney se unió a una contraprotesta contra ese grupo. Continuó disfrutando de bromas ocasionales.
En julio de 1966, comenzó una temporada de 30 meses en Francia como misionero mormón, un rito de iniciación tradicional en su familia. Llegó a Le Havre, donde compartió habitaciones estrechas en condiciones precarias. Se aplicaron estrictamente las reglas contra beber, fumar y tener citas. En promedio, los misioneros mormones individuales no ganan muchos conversos y Romney no fue la excepción: luego estimó de 10 a 20 para toda su misión. Inicialmente se desmoralizó y luego lo recordó como el único momento en que "la mayor parte de lo que estaba tratando de hacer fue rechazado". Pronto ganó reconocimiento dentro de la misión por los muchos hogares a los que visitó y las repetidas visitas que recibió. Se convirtió en líder de zona en Burdeos a principios de 1968 y poco después se convirtió en asistente del presidente de misión en París. Al residir en la Casa de la Misión durante varios meses, disfrutó de una mansión mucho más cómoda que los alojamientos que había tenido en otras partes del país.  Cuando los franceses expresaron su oposición al papel de EE. UU. en la guerra de Vietnam, Romney los debatió. Aquellos que le gritaron y le cerraron la puerta en la cara simplemente reforzaron su determinación.
En junio de 1968, estaba en el sur de Francia y conducía un automóvil que fue embestido por otro vehículo, que lo hirió gravemente y mató a uno de sus pasajeros, la esposa del presidente de misión. Romney luego se convirtió en copresidente de una misión que se había desmoralizado y desorganizado después de la huelga general de mayo de 1968, los levantamientos estudiantiles y el accidente automovilístico. Con Romney reuniendo a los demás, la misión cumplió su meta de 200 bautismos por año, la mayor cantidad en una década. Al final de su período en diciembre de 1968, supervisaba el trabajo de otros 175. Como resultado de su experiencia allí, Romney desarrolló un afecto de por vida por Francia y su gente y se ha mantenido fluido en francés.
En su primer encuentro después de su regreso, Romney y Ann Davies se reconectaron y decidieron casarse. Antes de su boda, Romney se mudó a Utah y se matriculó en la Universidad Brigham Young, donde Ann había estado estudiando. Se casaron el 21 de marzo de 1969 en una ceremonia civil en Bloomfield Hills y al día siguiente volaron a Utah para una ceremonia de boda mormona en el Templo de Salt Lake ; Ann se había convertido a la fe mientras él estaba fuera.
Romney se había perdido gran parte del tumultuoso movimiento contra la guerra de Vietnam en Estados Unidos mientras estuvo en Francia. A su regreso, se sorprendió al saber que su padre se había unido a ese movimiento durante su fallida campaña presidencial de 1968. George estaba ahora sirviendo en el gabinete del presidente Richard Nixon como Secretario de Vivienda y Desarrollo Urbano de los Estados Unidos. En un perfil periodístico de junio de 1970 de los hijos de los miembros del gabinete, Mitt dijo que la participación de Estados Unidos en la guerra había sido equivocada: "Si mudarse a Vietnam no fue un error político, no sé qué lo es", pero apoyó la idea de Nixon. incursión camboyana en curso como un intento sincero de poner fin a la guerra. Durante el reclutamiento militar de los EE. UU. para la Guerra de Vietnam, Romney buscó y recibió dos aplazamientos estudiantiles 2-S , luego un aplazamiento ministerial 4-D mientras vivía en Francia como misionero. Más tarde buscó y recibió dos aplazamientos estudiantiles adicionales. Cuando se agotaron, sacó el número 300 en el sorteo de lotería de diciembre de 1969 , asegurándose de que no sería reclutado.
En BYU, culturalmente conservadora, Romney permaneció apartado de gran parte de la agitación de esa época. Fue elegido presidente de la organización de refuerzo Cougar Club y mostró una nueva disciplina en sus estudios. Durante su último año, se ausentó para trabajar como conductor y avanzadilla de la fallida campaña para el Senado de los EE. UU. de su madre; juntos, visitaron los 83 condados de Míchigan. Romney se graduó de BYU en 1971 con una licenciatura en inglés y un GPA de 3.97. Dio discursos de graduación tanto para la Facultad de Humanidades como para todo BYU.
El primer hijo de los Romney, Taggart, nació en 1970 mientras estudiaban en BYU y vivían en un sótano. Su hijo Matthew nació en 1971 y Joshua en 1975. Benjamin (1978) y Craig (1981) nacieron después de que Romney comenzara su carrera.
Romney quería seguir una carrera empresarial, pero su padre le aconsejó que un título en derecho sería valioso para su carrera, incluso si nunca ejerció la abogacía. Como resultado, se inscribió en el programa conjunto de Juris Doctor / Master of Business Administration de cuatro años recientemente creado coordinado entre la Escuela de Derecho de Harvard y la Escuela de Negocios de Harvard. Se adaptó fácilmente al método de enseñanza pragmático y basado en datos de estudio de casos de la escuela de negocios. Vivir en Belmont, Massachusetts, casa con Ann y sus dos hijos, su experiencia social difería de la de la mayoría de sus compañeros de clase. No era ideológico y no se involucró en los asuntos políticos de la época. Romney se graduó de Harvard en 1975. Fue nombrado Baker Scholar por graduarse en el 5% superior de su clase de la escuela de negocios y recibió su título de Juris Doctor cum laude por clasificarse en el tercio superior de su clase de la escuela de leyes.

## Hombre de negocios
Una vez graduado, se radicó en la ciudad de Boston y comenzó a trabajar en el Boston Consulting Group en el verano de 1974. Entre 1978 y 1984 sirvió como vicepresidente de Bain & Company, una compañía de asesoría en gestión de empresas con sede en Boston, y fue cofundador de Bain Capital, una compañía de inversión de capital de riesgo que, por ejemplo, facilitó el inicio del gigante Staples, Sports Authority y Domino's Pizza entre otras.
Romney regresó en los años 90 a Bain & Company, en crisis por aquellos años, y dirigió su recuperación como presidente ejecutivo. Hoy, Bain & Company emplea a más de 15000 personas en 58 oficinas en todo el mundo.
Compaginó su carrera en los negocios con actividades cívicas y comunitarias en el área de Boston que le permitieron abrirse paso en la política. En 1994 hizo un primer intento fallido por ser elegido a un cargo público, al presentarse como candidato al Senado por el Partido Republicano.

## Organizador de los Juegos Olímpicos de Salt Lake City (2002)

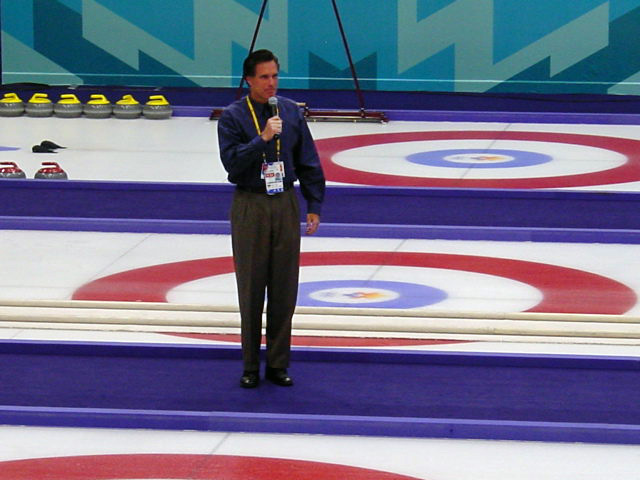
Romney, CEO de los Juegos Olímpicos de Invierno 2002, hablando antes de un juego de curling

Romney se hizo merecedor de reconocimiento internacional por su papel en transformar las Olimpiadas de Invierno de 2002, celebradas en Salt Lake City. El comité organizador de los juegos se encontraba azotado por los escándalos de corrupción y pasando por una crisis financiera cuando en 1999 se nombró a Romney para que rescatara los juegos.
En sus tres años a cargo de la gestión de los juegos de Salt Lake City, Romney llevó a cabo la organización de los juegos .Los juegos serían considerados después por los medios como los mejor organizados de la historia de Estados Unidos.[cita requerida]

## Gobernador de Massachusetts (2003-2007)

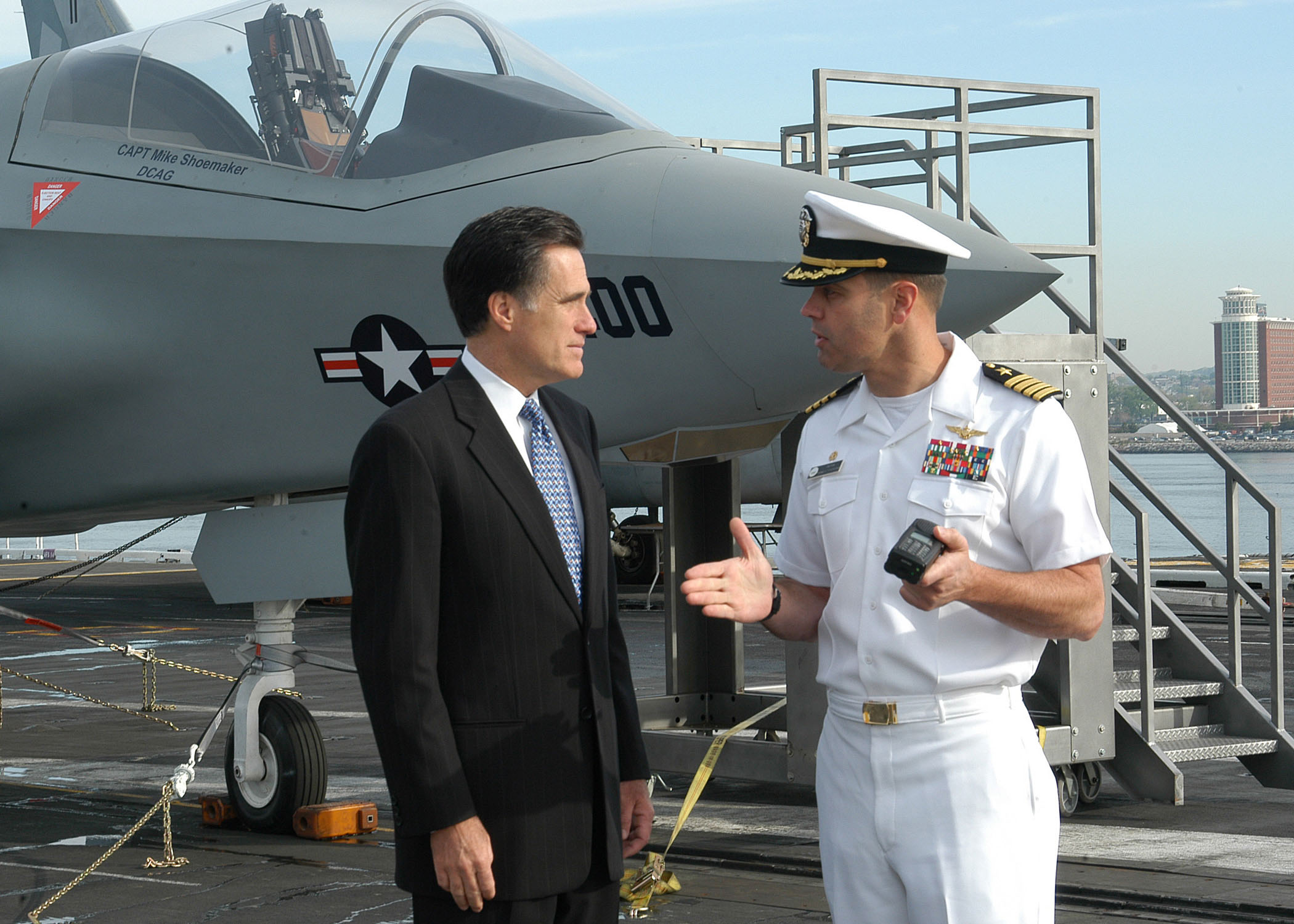
Gobernador Romney recibió una presentación del portaviones USS John F. Kennedy el 20 de mayo de 2005 como parte del día de la celebración del Día de las Fuerzas Armadas.

Volvió a Massachusetts y presentó su candidatura a Gobernador en 2002. Derrotó en las primarias republicanas a la gobernadora en ejercicio Jane Swift, y en noviembre a la demócrata Shannon O'Brien.

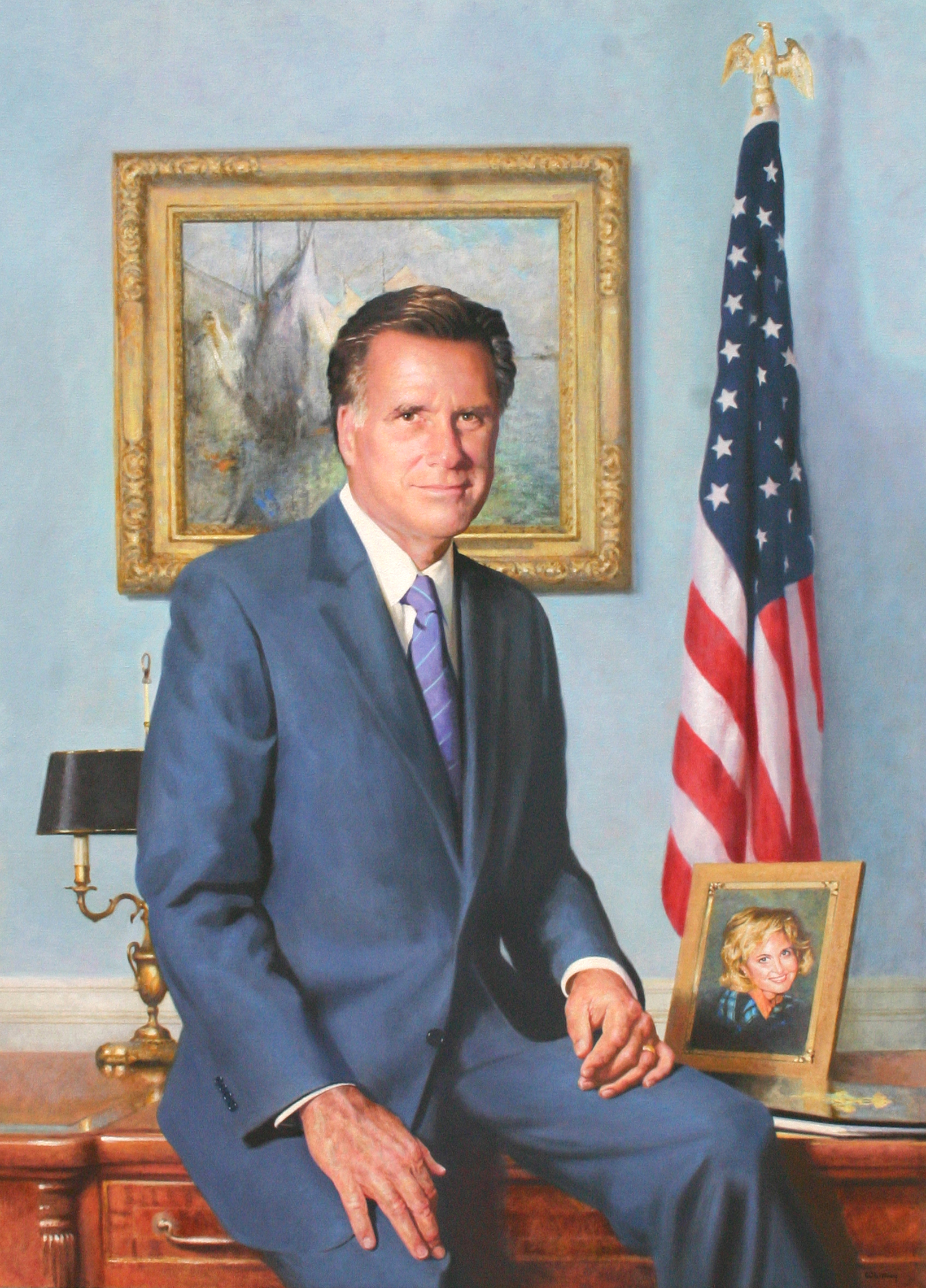
Retrato oficial de la Casa del Estado de Massachusetts

Como gobernador tuvo que gobernar con una Asamblea Estatal controlada por los demócratas, logrando un sostenido período de expansión económica en su estado. Sin aumentar los impuestos, [cita requerida]conteniendo el gasto y reorganizando el gobierno estatal, Romney acabó con el déficit presupuestario de tres mil millones de dólares que había heredado de la administración anterior.
En política educativa, en 2004 estableció el programa de becas 'John y Abigail Adams', que permite que se reconozca los esfuerzos del 25% de los mejores estudiantes de secundaria del estado de Massachusetts con una beca de cuatro años, libre de pago de matrícula, a las universidades o colegios del estado.[cita requerida]
En su último año como gobernador, poniendo de acuerdo a la conservadora Fundación Heritage y a los demócratas de la Asamblea, firmó una ley que extiende la cobertura médica a aproximadamente 500 000 ciudadanos del estado que no cuentan con seguro. El plan unía a una reforma el mercado de seguros, las subvenciones estatales y la obligatoriedad de la cobertura médica. 
El plan contemplaba que todos los residentes del estado obtuvieran seguro de salud para el primero de julio de 2007. Todos los residentes en el estado debían tener un seguro sanitario, de lo contrario tendrían que pagar una multa de 1000 dólares. Para ello las familias recibirían ayudas para poder pagar el seguro. Y las empresas de más de diez trabajadores tendrían que costear el seguro de sus empleados o pagar al estado 300 dólares al año por cada trabajador. (enlace roto disponible en Internet Archive; véase el historial, la primera versión y la última).
El gobernador Romney se opuso al matrimonio entre homosexuales. Firmó una iniciativa, junto con 170 000 electores, para pedir a los legisladores del estado la aprobación de una enmienda para que el asunto sea puesto a votación de los electores.
Prefirió no intentar buscar un segundo mandato en 2006, lo que levantó rumores sobre sus ambiciones presidenciales.

## Candidato a la presidencia de Estados Unidos

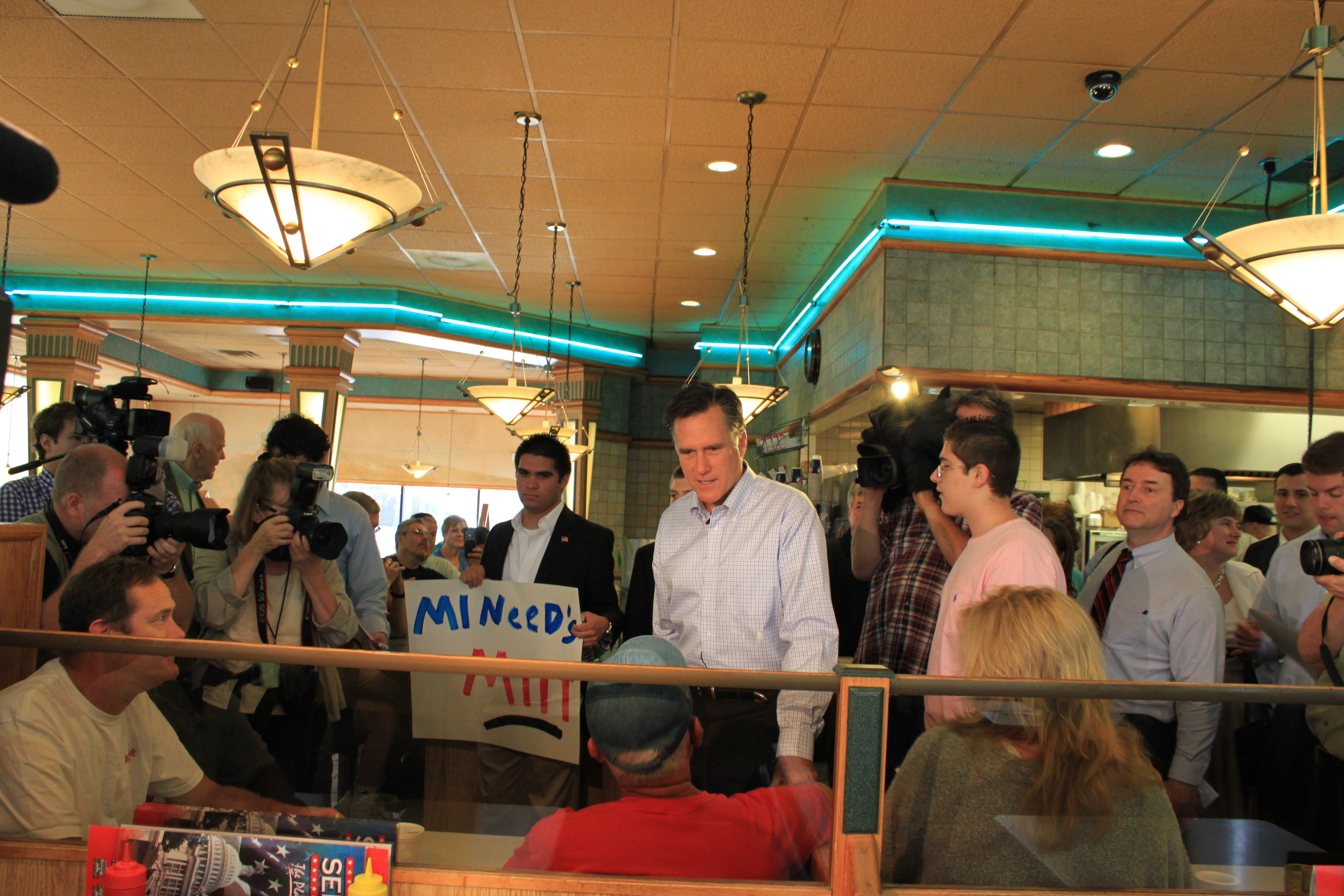
Romney en Livonia (Míchigan) en junio de 2011

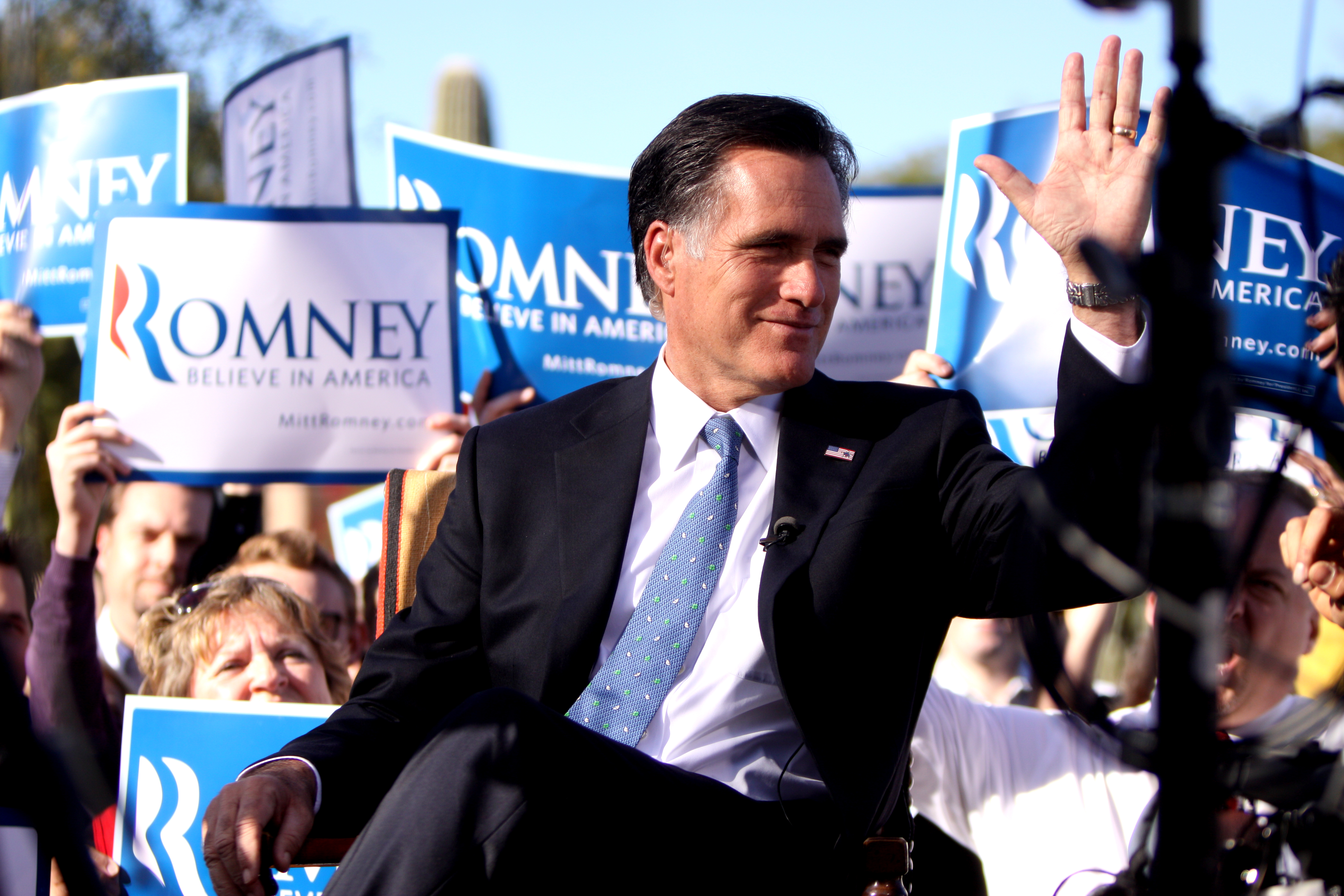
Romney dando entrevista en Paradise Valley (Arizona) en diciembre de 2011

### 2008
Mitt Romney ha sido presidente de la Asociación de Gobernadores Republicanos (2005-2007) y ha aprovechado esa posición para viajar por diferentes estados de la Unión. Ha perseguido el valioso apoyo de los gobernadores de estados cruciales. Aprovechando esa plataforma, anunció su candidatura presidencial el 13 de febrero de 2007 en Dearborn, Míchigan. Romney se pronunció contra un excesivo control federal e hizo un llamado a bajar los impuestos especialmente en el sector productivo del país.[cita requerida]

«Creo que estamos demasiado cargados de impuestos y que el gobierno está demasiado bien alimentado. Washington gasta demasiado dinero [...] Algunos piensan que la fuerza de Estados Unidos proviene del gobierno, que los desafíos exigen más gobierno, leyes y más protección frente a la competencia del mercado. Eso se llama Estado del bienestar. Es el camino elegido por Europa. Eso condujo a una elevada tasa de desempleo y a un crecimiento anémico del número de empleos».
Mitt Romney

En un solo día logró recaudar 6,5 millones de dólares para su comité exploratorio. Esta cifra significa un récord histórico de dinero recaudado en un solo día[cita requerida]. En el primer trimestre de 2007, Romney recibió 23 millones de dólares, cifra extraordinaria para un contendiente relativamente poco conocido al comienzo de la carrera por la nominación y que le colocaba al frente de los republicanos en recaudación de fondos.
Estados Unidos es la economía más grande del mundo y yo sé de economía, yo sé de como elevar a un diferente nivel este país, y no es aumentando impuestos, sino haciendo Washington más efectivo, lo he logrado en los Olímpicos, lo he logrado en Massachusetts y lo voy a hacer en la Casa Blanca" apuntó.
Su plataforma incluyó el refuerzo de la economía del país, el refuerzo de las Fuerzas Armadas y el refuerzo de las familias estadounidenses. También, Romney demostró un incondicional apoya a la Migración legal, cuyas reglas y estándares deben revisarse, y al mismo tiempo crear oportunidades para una migración legal. Mitt Romney cree que la migración a los Estados Unidos de personas productiva dará un beneficio grande a la economía. Se opuso a la propuesta de inmigración pasada por no brindar verdaderas oportunidades a las familias y por no ejercer un claro punto de seguridad de las fronteras.[cita requerida]
El 3 de marzo de 2007, Mitt Romney ganó sorpresivamente el sondeo que se realiza entre los asistentes a la reunión anual del 'Conservative Political Action Conference', y que sirve para valorar los apoyos que tienen los candidatos republicanos dentro del movimiento conservador. Y el 11 de agosto de 2007 ganó el sondeo de Iowa con el 31,5% de los votos. En enero de 2009 quedó en segundo lugar en el Caucus de Iowa y la primaria de New Hampshire por detrás de Mike Huckabee y John McCain respectivamente. Romney fue el republicano mejor financiado y organizado sobre el terreno, pero perdió el voto de los conservadores sociales frente a Huckabee y el de los conservadores de la Defensa (DefCons) frente a McCain. Aun así pudo ganar las primarias en 11 estados -Míchigan, Nevada, Wyoming, Maine, Alaska, Colorado, Massachusetts, Minnesota, Montana, Dakota del Norte y Utah- y se hizo con un total de 255 delegados, insuficientes para ser proclamado candidato por su partido.

### 2012

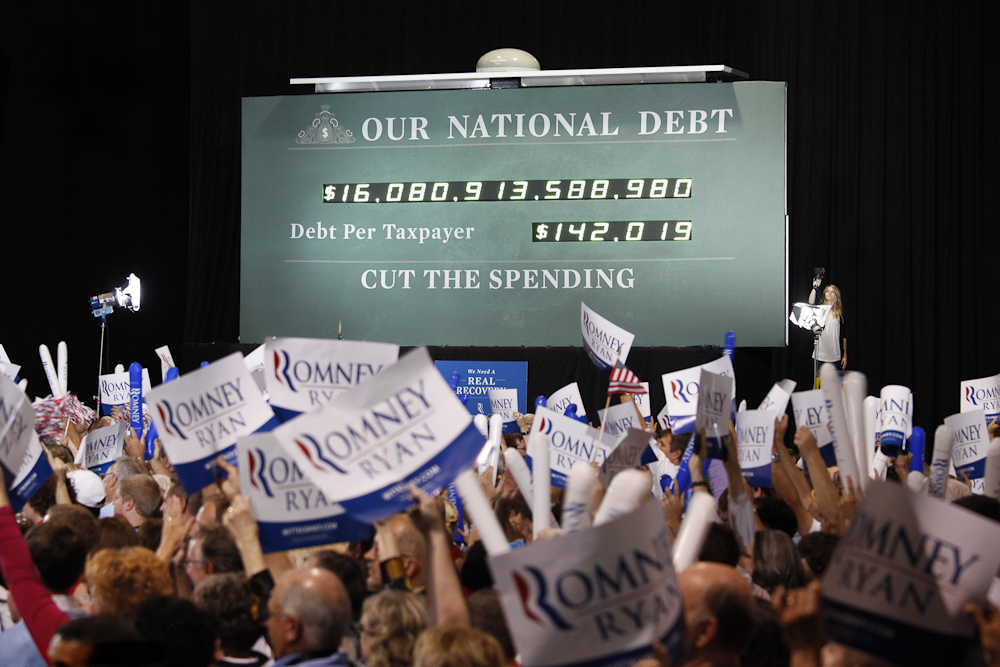
Aconteciemiento de la campaña de Romney en Toledo, Ohio.

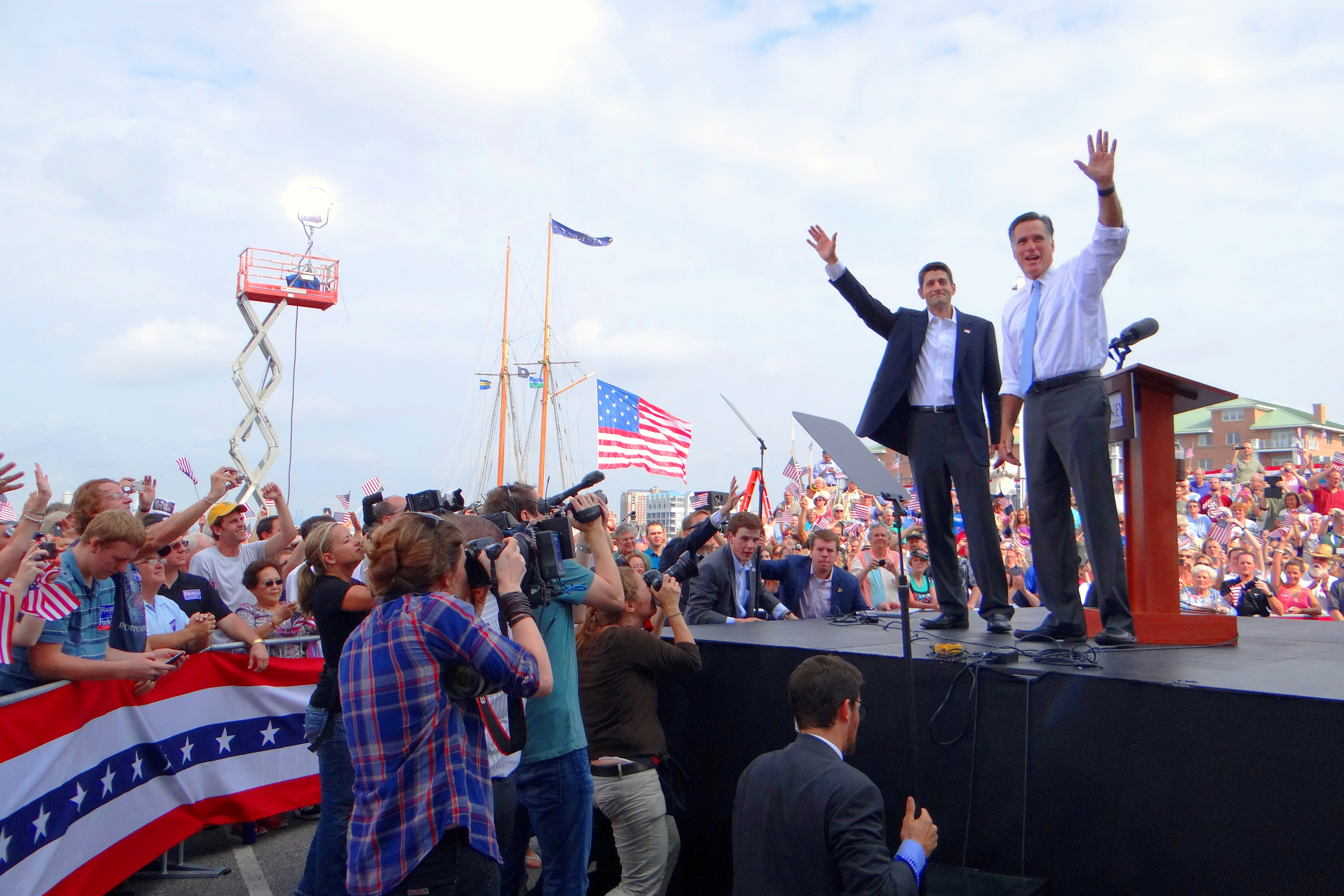
Con compañero de fórmula Paul Ryan en Norfolk, Virginia, durante el anuncio de la selección del vicepresidente el 11 de agosto de 2012.

Resultados de las elecciones por condado por porcentaje ganado: Obama en azul, Romney en rojo.

El 11 de abril de 2011, Romney anunció, a través de un video grabado al aire libre en la Universidad de New Hampshire, que había formado un comité exploratorio para postularse para la nominación presidencial republicana. El profesor de ciencias políticas de la Universidad de Quinnipiac, Scott McLean, declaró: "Todos sabíamos que iba a postularse. Realmente se ha postulado para presidente desde el día después de las elecciones de 2008".
Romney se benefició de la tendencia del electorado republicano a nominar candidatos que anteriormente se habían postulado a la presidencia y, por lo tanto, parecían ser los siguientes en ser elegidos. Las primeras etapas de la carrera lo encontraron como el aparente líder en un campo débil, especialmente en términos de organización y proceso de recaudación de fondos. Quizás su mayor obstáculo para obtener la nominación republicana fue la oposición del partido a la ley de reforma del sistema de salud de Massachusetts que él había guiado cinco años antes. Como muchos candidatos republicanos potenciales con poder estelar y capacidad de recaudación de fondos decidieron no postularse (incluidos Mike Pence, John Thune, Haley Barbour, Mike Huckabee y Mitch Daniels), las figuras del partido republicano buscaron alternativas plausibles a Romney.
El 2 de junio de 2011, Romney anunció formalmente el inicio de su campaña.  Hablando en una granja en Stratham, New Hampshire, se centró en la economía y criticó el manejo de la misma por parte del presidente Obama. Dijo: "En la campaña que viene, los ideales estadounidenses de libertad económica y oportunidades necesitan una defensa clara y sin complejos, y tengo la intención de hacerlo, porque lo he vivido".
Romney recaudó $ 56 millones durante 2011, más del doble de la cantidad recaudada por cualquiera de sus oponentes republicanos, y se abstuvo de gastar su propio dinero en la campaña. Inicialmente siguió una estrategia discreta y de bajo perfil. Michele Bachmann protagonizó un breve aumento en las encuestas, que precedió a un aumento en las encuestas en septiembre de 2011 por Rick Perry, quien había ingresado a la carrera el mes anterior. Perry y Romney intercambiaron duras críticas durante una serie de debates entre los candidatos republicanos. Las decisiones de octubre de 2011 de Chris Christie y Sarah Palin de no postularse establecieron efectivamente el campo de candidatos. Perry se desvaneció después de las malas actuaciones en esos debates, mientras que la apuesta 'arriesgada' de Herman Cain ganó popularidad hasta que las acusaciones de conducta sexual inapropiada la descarrilaron.
Romney continuó buscando el apoyo de un electorado republicano cauteloso; en este punto de la contienda, sus números en las encuestas eran relativamente planos y en un nivel históricamente bajo para un candidato republicano. Después de que las acusaciones de cambio radical que marcaron su campaña de 2008 comenzaron a acumularse nuevamente, Romney declaró en noviembre de 2011: "He sido todo lo consistente que pueden ser los seres humanos". En el último mes antes de que comenzara la votación, Newt Gingrich experimentó un aumento significativo, tomando una sólida ventaja en las encuestas nacionales y en la mayoría de los primeros estados electorales y primarias, antes de volver a la paridad o algo peor con Romney después de un aluvión de anuncios negativos de Restore Our Future, un Súper PAC pro-Romney.
En la contienda inicial, las asambleas electorales de Iowa de 2012 del 3 de enero, los funcionarios electorales anunciaron a Romney a la cabeza con el 25 por ciento de los votos, superando a Rick Santorum, que ganó tarde por ocho votos (uno también fuerte Ron Paul terminó en tercero). Sin embargo, dieciséis días después certificaron a Santorum como ganador por un margen de 34 votos. Una semana después de las decisiones de los candidatos de Iowa, Romney obtuvo una victoria decisiva en las primarias de New Hampshire con un total del 39 por ciento de los votos;  Paul terminó en segundo y Jon Huntsman Jr. en tercero.
Las primarias republicanas de 2012 comenzaron muy reñidas, con los precandidatos Rick Santorum y Newt Gingrich pisándole los talones. No convencía el hecho de que, siendo gobernador de Massachusetts, promovió una legislación sobre salud muy parecida a la de Obama. Pero finalmente logró imponerse.
A fines de agosto, en la Convención Nacional Republicana de 2012, habrá de ser proclamado candidato a la Presidencia. Ya anunció a Paul Ryan como su candidato a vicepresidente.
A mediados de septiembre, apareció un video de Romney hablando ante un grupo de simpatizantes en el que afirmó que el 47 por ciento de la nación no paga impuestos sobre la renta, dependen del gobierno federal, se ven a sí mismos como víctimas y apoyarán incondicionalmente al presidente Obama. Romney continuó diciendo: "Entonces, mi trabajo no es preocuparme por esas personas. Nunca los convenceré de que deben asumir la responsabilidad personal y cuidar de sus vidas". Después de enfrentar críticas sobre el tono y la precisión de estos comentarios, al principio los caracterizó como "expresados de manera poco elegante", luego un par de semanas después comentó: "Dije algo que está completamente equivocado". Las encuestas de salida publicadas después de las elecciones mostraron que los votantes nunca vieron a Romney como alguien que se preocupara por personas como ellos.
El día 6 de noviembre de 2012, perdió las elecciones ante el candidato y presidente Barack Obama, sumando este una mayoría de electores superior a los 270 necesarios para asegurar la presidencia, quedando en segundo lugar con la mayor votación.
Pocos días después de perder la elección, en medio de reproches cruzados entre los republicanos, se desató una sarta de críticas a Romney por sus polémicas declaraciones; se considera que su futuro político está acabado.

## Senador de los EE. UU. por Utah (2019-actualidad)

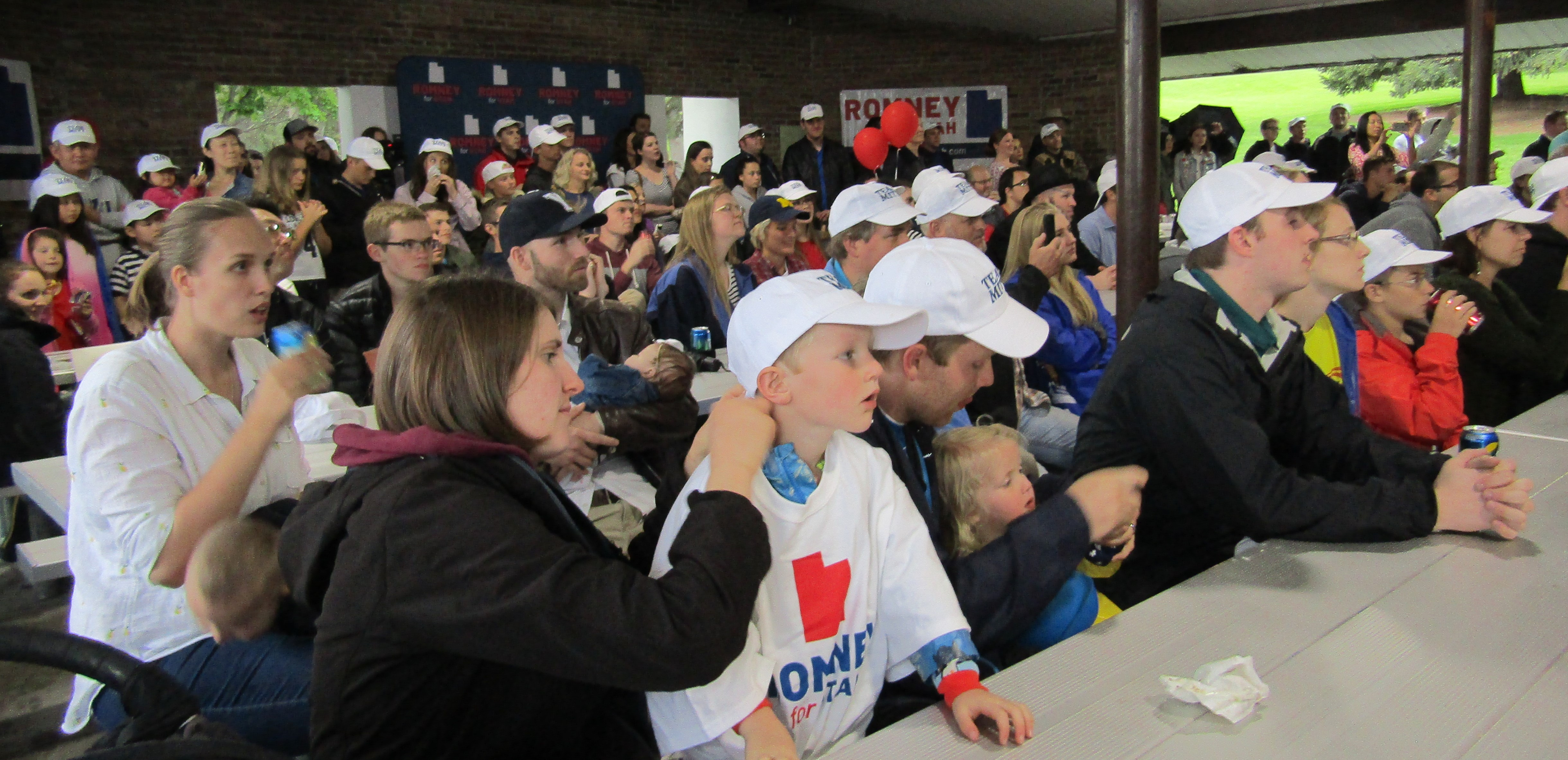
Audiencia de Romney for Utah.

En el mes de febrero de 2018 el senador Orrin Hatch anunció que no buscaría su séptima reelección en el Senado de los Estados Unidos, días después Mitt Romney presenta su candidatura a senador, debió enfrentar en las primarias Republicanas al representante estatal de Utah, Mike Kennedy a quien venció  71.27 (240,027 votos) a 28.73 (96,776 votos).
En las elecciones generales, Romney vence 62.59% (665,215 votos) a la demócrata Jenny Wilson 30.91% (328,541 votos). Poco antes de asumir el cargo, Romney escribió un editorial en The Washington Post donde criticó el carácter del presidente Trump. Ronna McDaniel, sobrina de Romney y presidenta del Comité Nacional Republicano, dijo que los comentarios de su tío eran "decepcionantes e improductivos", mientras que el presidente Trump escribió que "preferiría que Mitt se enfocara en la seguridad fronteriza y muchos otras cosas en las que puede ser de ayuda".
Romney asumió como senador el 3 de enero de 2019.

### Asignaciones de Comité
- Comité de Relaciones Exteriores

- Comité de Salud, Educación, Trabajo y Pensiones.

- Comité de Seguridad Nacional y Asuntos Gubernamentales

- Comité de Pequeñas Empresas y Emprendimiento[90]

## Vida privada

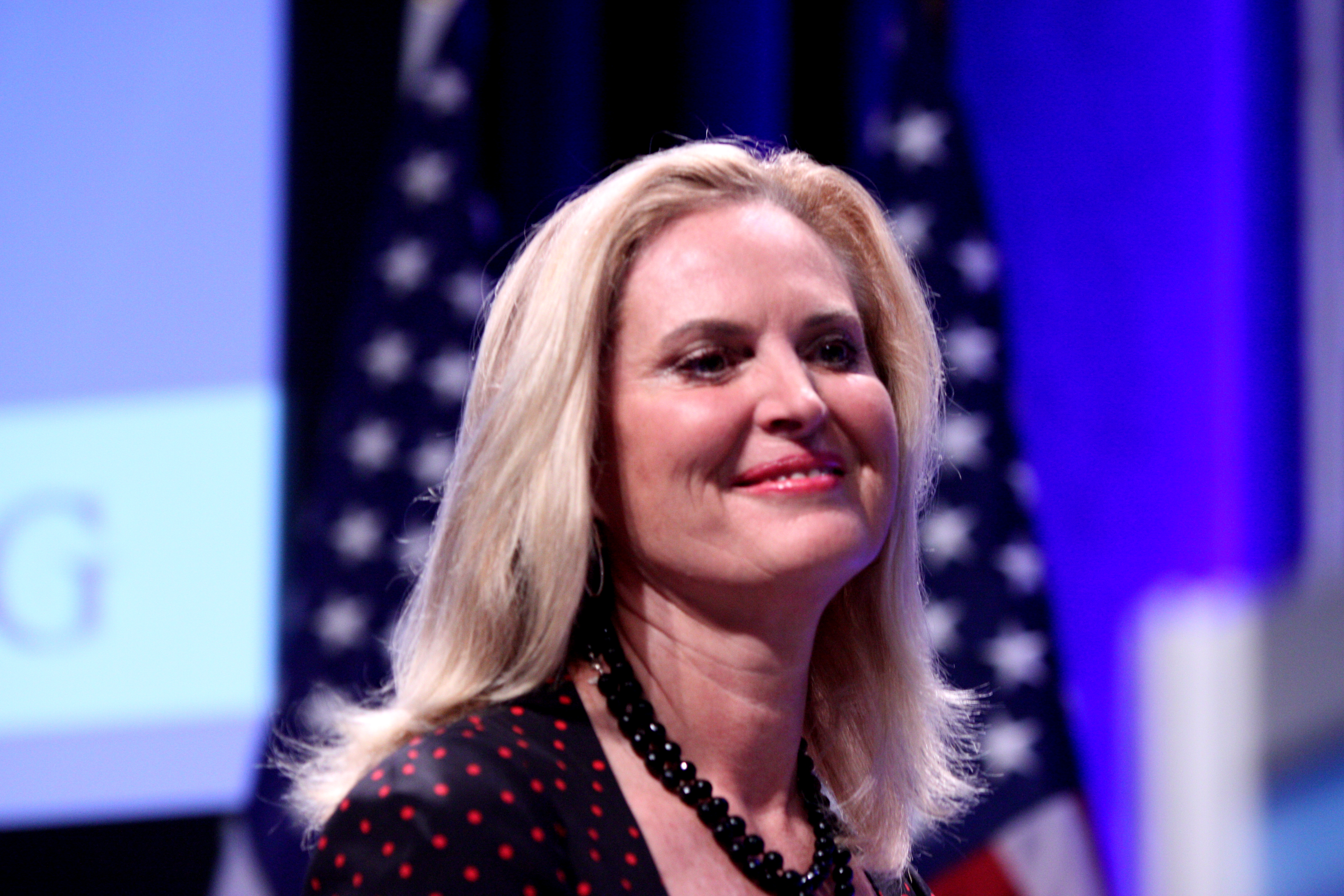
La esposa de Mitt, Ann Romney, hablando en una conferencia en 2011.

Mitt Romney está casado con Ann Davies desde 1969. El matrimonio tiene cinco hijos (Tagg, Matt, Josh, Ben y Craig) y diez nietos.

## Historial electoral
Carrera para el Senado de 1994
- Edward Kennedy (D) (fallecido), 58%
- Mitt Romney (R), 41%
- Lauraleigh Dozier (L), 0.7%
- William Ferguson, 0.2%

Carrera para Gobernador de Massachuetts de 2002
- Mitt Romney (R), 50%
- Shannon O'Brien (D), 45%
- Jill Stein (J), 3%
- Carla Howell (L), 1.%
- Barbara Johnson (U), 1%

Carrera para el Senado de 2018
- Mitt Romney (Republicano), 62,59%
- Jenny Wilson (Demócrata), 30,91%
- Tim Aalders (Constitución), 2.71%
- Craig Bowden (Libertario), 2.60%
- Reed McCandless (América Independiente), 1.20%

| Predecesor: Orrin Hatch | Senador de los Estados Unidos por Utah 3 de enero de 2019 - actualidad | Sucesor: en el cargo   |
| Predecesor: Jane Swift  | Gobernador de Massachusetts 2 de enero de 2003 - 4 de enero de 2007    | Sucesor: Deval Patrick |